# رنه آنتوان فرشول دو رئومور
رنه آنتوان فرشول دو رئومور (فرانسوی: René Antoine Ferchault de Réaumur‎؛ ۲۸ فوریه ۱۶۸۳ – ۱۷ اکتبر ۱۷۵۷) یک حشره‌شناس اهل فرانسه بود.